# Seznam lip svobody v Praze
Seznam lip svobody, zvaných také lípy republiky, obsahuje lípy zasazené na památku vzniku Československé republiky po 28. říjnu 1918 na území Prahy a v okolních obcích později k Praze připojených. Lípy byly sázeny k výročí vzniku republiky a některé z nich jsou významnými nebo památnými stromy. Podle těchto lip je v Praze pojmenováno náměstí U Lípy svobody v Dubči, ulice U Lípy ve Zličíně a zastávka MHD U Lípy v Záběhlicích. Seznam je řazen podle pražských katastrů a není úplný.

## Lípy svobody
| Lípa                                          | Fotografie                                                                              | Lokace                                                | Taxon                           | Výsadba            | Ochrana              | Poznámka                                                                           |
| --------------------------------------------- | --------------------------------------------------------------------------------------- | ----------------------------------------------------- | ------------------------------- | ------------------ | -------------------- | ---------------------------------------------------------------------------------- |
| Lípa svobody (Běchovice)                      | Kategorie „Lípa svobody (Běchovice)“ na Wikimedia Commons                               | Běchovice 50°4′50,89″ s. š., 14°37′3,15″ v. d.        | lípa malolistá                  | 1928               | Významný strom       | V parku u zastávky MHD Běchovice                                                   |
| Lípa republiky (Jeremenkova)                  | Kategorie „Lípa republiky (Jeremenkova)“ na Wikimedia Commons                           | Braník 50°2′34,78″ s. š., 14°25′24,36″ v. d.          | lípa malolistá                  | 1968               |                      | Jeremenkova, před školou; vysazena na podzim                                       |
| Lípa republiky (Petřiny)                      | Kategorie „Lípa republiky (Petřiny)“ na Wikimedia Commons                               | Břevnov 50°5′21,99″ s. š., 14°21′2,62″ v. d.          | lípa malolistá                  | 1968 28. října     | Významný strom       | U zástávky MHD Větrník                                                             |
| Lípy svobody (Březiněves) (1+3†)              |                                                                                         | Březiněves                                            | lípa                            | 1919 květen        |                      | na bývalé návsi, 3 zanikly před rokem 1947                                         |
| Lípa republiky (Březiněves)                   | Kategorie „Lípa republiky (Březiněves)“ na Wikimedia Commons                            | Březiněves 50°9′53,35″ s. š., 14°29′7,81″ v. d.       | lípa malolistá                  | 2018 15. září      |                      | u hasičské zbrojnice                                                               |
| Lípa republiky (K Březince)                   |                                                                                         | Březiněves                                            | lípa                            | 2018 30. září      |                      | zasazena v ulici K Březince 14, Komunitní centrum, po roce přesazena na jiné místo |
| Lípa republiky (Čakovice)                     | Kategorie „Lípa republiky (Čakovice)“ na Wikimedia Commons                              | Čakovice 50°9′7,93″ s. š., 14°31′12,57″ v. d.         | lípa                            | 2018 26. října     |                      | V zámeckém parku                                                                   |
| Lípa republiky (Špitálka)                     | Kategorie „Lípa republiky (Špitálka)“ na Wikimedia Commons                              | Dejvice 50°6′37,73″ s. š., 14°22′40,91″ v. d.         | lípa                            | 1968               |                      | U zastávky MHD Špitálka                                                            |
| Lípa republiky (Hanspaulka)                   | Kategorie „Lípa republiky (Hanspaulka)“ na Wikimedia Commons                            | Dejvice 50°6′17,18″ s. š., 14°22′35,3″ v. d.          | lípa                            | 2018               |                      | U Základní školy Na Hanspaulce                                                     |
| Lípa republiky (Kampus Dejvice)               | Kategorie „Lípa republiky (Kampus Dejvice)“ na Wikimedia Commons                        | Dejvice 50°6′14,42″ s. š., 14°23′22,11″ v. d.         | lípa velkolistá                 | 2018 24. října     |                      | Genetický potomek Masarykovy lípy z Plečnikovy vyhlídky na Pražském hradu          |
| Lípa republiky (Dolní Měcholupy)              | Kategorie „Lípa republiky (Dolní Měcholupy)“ na Wikimedia Commons                       | Dolní Měcholupy 50°3′21,45″ s. š., 14°33′44,33″ v. d. | lípa velkolistá                 | 1998 28. října     | Významný strom       | U kaple                                                                            |
| Lípa svobody (Dubeč)                          | Kategorie „Lípa svobody (Dubeč)“ na Wikimedia Commons                                   | Dubeč 50°3′48,39″ s. š., 14°35′41,94″ v. d.           | lípa malolistá                  | 1928               | Významný strom       | Na náměstí U Lípy svobody u pomníku                                                |
| Lípa republiky (Hloubětín)                    | Kategorie „Lípa republiky (Hloubětín)“ na Wikimedia Commons                             | Hloubětín 50°6′15,94″ s. š., 14°32′5,89″ v. d.        | lípa                            | 2018 23. října     |                      | náměstí Ve Starém Hloubětíně                                                       |
| Lípa republiky (Holešovice)                   | Kategorie „Lípa republiky (Holešovice)“ na Wikimedia Commons                            | Holešovice 50°5′55,88″ s. š., 14°26′7,76″ v. d.       | lípa malolistá                  | 1968 28. října     | Významný strom       | Na Strossmayerově náměstí za kostelem                                              |
| Lípa republiky (Letná)                        | Kategorie „Lípa republiky (Letná)“ na Wikimedia Commons                                 | Holešovice 50°5′50,33″ s. š., 14°25′50,2″ v. d.       | lípa malolistá                  | 1968               |                      | Ulice Kostelní, vysazena v září                                                    |
| Lípa republiky (Chvaly)                       | Kategorie „Lípa republiky (Chvaly)“ na Wikimedia Commons                                | Horní Počernice 50°6′40,94″ s. š., 14°35′38,53″ v. d. | lípa malolistá                  | 2013 24. října     | Významný strom       | U Základní školy, Stoliňská 823                                                    |
| Lípy svobody (Cholupice) (2+2†)               | Kategorie „Lípy svobody (Cholupice)“ na Wikimedia Commons                               | Cholupice 49°59′19,08″ s. š., 14°26′54,52″ v. d.      | lípa malolistá, lípa velkolistá | 1919 30. dubna     | Významný strom       | Před hasičskou zbrojnicí, křižovatka ulic Podchýšská a K Dýmači                    |
| Lípy svobody (Cholupice) (2†)                 |                                                                                         | Cholupice 49°59′14,58″ s. š., 14°26′45,21″ v. d.      | lípa                            | 1919 30. dubna     |                      | Na křižovatce ulic Podchýšská a Hrazanská, zánik 1966–1975                         |
| Lípa republiky (Kbely)                        |                                                                                         | Kbely 50°8′2,92″ s. š., 14°33′0,01″ v. d.             | lípa                            | 1968 28. října     |                      | Zahrada mezi ulicemi Bakovská a Toužimská, vysazena skauty                         |
| Lípa republiky (Klánovice)                    | Kategorie „Lípa republiky (Klánovice)“ na Wikimedia Commons                             | Klánovice 50°5′52,78″ s. š., 14°40′26,62″ v. d.       | lípa velkolistá                 | 2018 28. října     |                      | ulice V Pátém, park u kostela Nanebevzetí Panny Marie                              |
| Lípa svobody (Sídliště Ďáblice)               | Kategorie „Lípa svobody (Sídliště Ďáblice)“ na Wikimedia Commons                        | Kobylisy 50°7′48,44″ s. š., 14°28′11,27″ v. d.        | lípa malolistá                  | 2018 25. října     |                      | Před ZŠ Burešova                                                                   |
| Lípa svobody (Krč)                            | Kategorie „Lípa republiky (Krč)“ na Wikimedia Commons                                   | Krč 50°2′23,54″ s. š., 14°26′40,53″ v. d.             | lípa velkolistá                 | 1918               | Památný strom 104298 | v ulici Krčská čp. 205                                                             |
| Lípa svobody (Kunratice)                      | Kategorie „Lípa republiky (Kunratice - Za parkem)‎“ na Wikimedia Commons                 | Kunratice 50°0′45,13″ s. š., 14°28′53,39″ v. d.       | lípa                            | 2018 28. října     |                      | v ulici Za parkem, u kunratického zámku                                            |
| Lípa republiky (Novodvorská)                  | Kategorie „Lípa republiky (Novodvorská)“ na Wikimedia Commons                           | Lhotka 50°1′25,59″ s. š., 14°25′59,52″ v. d.          | lípa malolistá                  | 1968 28. října     | Významný strom       | u Obchodního centra Novodvorská                                                    |
| Lípa republiky (Libuš)                        | Kategorie „Lípa republiky (Libuš)“ na Wikimedia Commons                                 | Libuš 50°0′15,36″ s. š., 14°27′52,05″ v. d.           | lípa                            | 2018 24. října     |                      | U sokolovny                                                                        |
| Lípa svobody (Lysolaje)                       |                                                                                         | Lysolaje                                              | lípa                            | 1919 18. května    |                      | Vysadil místní Hasičský sbor                                                       |
| Lípa republiky (Malá Strana)                  | Kategorie „Ústřední lípa republiky na Malé Straně“ na Wikimedia Commons                 | Malá Strana 50°4′59,27″ s. š., 14°24′7,4″ v. d.       | lípa malolistá                  | 1968 28. října     | Významný strom       | V Seminářské zahradě                                                               |
| Lípa republiky (Modřany)                      | Kategorie „Lípa republiky (Modřany)“ na Wikimedia Commons                               | Modřany 50°0′18,12″ s. š., 14°25′3,5″ v. d.           | lípa malolistá                  | 2008 23. října     | Významný strom       | Při Obchodním centru Modřany                                                       |
| Lípa republiky (Obchodní náměstí)             | Kategorie „Lípa republiky (Obchodní náměstí)“ na Wikimedia Commons                      | Modřany 50°0′14,39″ s. š., 14°24′15,3″ v. d.          | lípa                            | 2018 25. října     |                      | V centrálním parku                                                                 |
| Lípa svobody (Nebušice)                       |                                                                                         | Nebušice                                              | lípa                            | 1919 13. dubna     |                      | náves                                                                              |
| Lípa republiky (Karlovo náměstí)              | Kategorie „Lípa republiky (Karlovo náměstí)“ na Wikimedia Commons                       | Nové Město 50°4′38,24″ s. š., 14°25′13,66″ v. d.      | lípa                            | 1968 28. října     |                      | Trojkmen, v severní části náměstí                                                  |
| Lípa svobody u Národního muzea (†)            |                                                                                         | Nové Město 50°4′44,91″ s. š., 14°25′54,59″ v. d.      | lípa                            | 1990 21. března    |                      | mezi budovami Národního muzea a bývalého Federálního shromáždění                   |
| Lípa republiky (Pedagogická fakulta)          |                                                                                         | Nové Město 50°4′48″ s. š., 14°25′14,31″ v. d.         | lípa                            | 2018 24. října     |                      | Atrium Pedagogické fakulty UK, Magdalény Rettigové 4                               |
| Lípy svobody (Písnice) (4)                    | Kategorie „Skupina lip malolistých v Písnici“ na Wikimedia Commons                      | Písnice 49°59′37,54″ s. š., 14°28′2,69″ v. d.         | lípa malolistá                  | 1928               |                      | Na návsi                                                                           |
| Lípa republiky (Písnická náves)               | Kategorie „Lípa republiky (Písnická náves)“ na Wikimedia Commons                        | Písnice 49°59′36,96″ s. š., 14°28′2,8″ v. d.          | lípa malolistá                  | 2018               |                      | Na návsi                                                                           |
| Lípa republiky (Písnická škola)               | Kategorie „Lípa republiky (Písnická škola)“ na Wikimedia Commons                        | Písnice 49°59′32,67″ s. š., 14°27′57,69″ v. d.        | lípa                            | 2018 19. října     |                      | U Základní školy Ladislava Coňka                                                   |
| Lípa svobody (Přední Kopanina)                | Kategorie „Lípa Svobody (Přední Kopanina)“ na Wikimedia Commons                         | Přední Kopanina 50°7′1,08″ s. š., 14°17′51″ v. d.     | lípa malolistá                  | 1919               | Památný strom 104313 | Na Hokešově náměstí                                                                |
| Lípa republiky (Lahovská)                     | Kategorie „Lípa republiky (Lahovská)“ na Wikimedia Commons                              | Radotín 49°59′28,84″ s. š., 14°21′54,97″ v. d.        | lípa                            | 1968 28. října     |                      | křižovatka ulic Pod Lahovskou a Strážovská                                         |
| Lípa republiky (Radotín)                      | Kategorie „Lípa republiky (Radotín)“ na Wikimedia Commons                               | Radotín 49°58′56,58″ s. š., 14°21′41,55″ v. d.        | lípa malolistá                  | 1968 26. října     | Významný strom       | V ulici Václava Balého                                                             |
| Lípa republiky (Náměstí Osvoboditelů)         | Kategorie „Lípa republiky (Náměstí Osvoboditelů)“ na Wikimedia Commons                  | Radotín 49°59′0,42″ s. š., 14°21′27,96″ v. d.         | lípa                            | 2018 28. října     |                      | Vysadila MČ Praha 16 a Letopisecká komise Radotín                                  |
| Lípy republiky (Bílá Hora) (3)                | Kategorie „Lípy republiky (Bílá Hora)“ na Wikimedia Commons                             | Ruzyně 50°4′35,05″ s. š., 14°19′7,08″ v. d.           | lípa malolistá                  | 1968 28. října     | Významný strom       | V ulici Na Višňovce                                                                |
| Lípa republiky (Slivenec)                     | Kategorie „Lípa republiky (Slivenec)“ na Wikimedia Commons                              | Slivenec 50°1′16,86″ s. š., 14°22′11″ v. d.           | lípa                            | 2018 24. října     |                      | Park Granátová                                                                     |
| Lípa republiky (Santoška)                     | Kategorie „Lípa republiky (Santoška)“ na Wikimedia Commons                              | Smíchov 50°3′57,84″ s. š., 14°23′57,73″ v. d.         | lípa                            | 1968 28. října     |                      | Ulice U Santošky, park u evangelické modlitebny                                    |
| Lípa republiky (Klementinum)                  | Kategorie „Lípa republiky v Klementinu“ na Wikimedia Commons                            | Staré Město 50°5′11,33″ s. š., 14°24′59,58″ v. d.     | lípa malolistá                  | 1968 5. listopadu  | Významný strom       | V areálu Klementina                                                                |
| Lípa republiky (Strašnice)                    | Kategorie „Lípa republiky (Strašnice)“ na Wikimedia Commons                             | Strašnice 50°3′51,74″ s. š., 14°30′25,43″ v. d.       | lípa malolistá                  | 1968 28. října     | Významný strom       | V ulici Mukařovská u pomníku                                                       |
| Lípa svobody (Skalka)                         | Kategorie „Lípa republiky (Skalka)“ na Wikimedia Commons                                | Strašnice 50°4′6,22″ s. š., 14°30′26,61″ v. d.        | lípa velkolistá                 | 1998 28. října     | Významný strom       | Metro A-Skalka, točna autobusů                                                     |
| Lípa republiky (Suchdol)                      | Kategorie „Lípa republiky (Suchdol)“ na Wikimedia Commons                               | Suchdol 50°8′22,54″ s. š., 14°22′46,25″ v. d.         | lípa obecná                     | 1968 27. října     | Významný strom       | U Základní školy v Suchdolské ulici                                                |
| Lípa republiky (Lešenská)                     |                                                                                         | Troja 50°7′37,01″ s. š., 14°25′26,72″ v. d.           | lípa malolistá odrůda Rancho    | 2018 2. listopadu  |                      | Sídliště Bohnice, Lešenská 548/2, zahrada internátu školy                          |
| Lípa svobody (Újezd nad Lesy)                 | Kategorie „Lípa velkolistá u hasičské zbrojnice v Újezdě nad Lesy“ na Wikimedia Commons | Újezd nad Lesy 50°4′19,59″ s. š., 14°39′9,15″ v. d.   | lípa velkolistá                 | 1919 28. října     | Památný strom 105482 | U hasičské zbrojnice v ulici Staroújezdská                                         |
| Lípa republiky (Ježkův park)                  | Kategorie „Lípa republiky (Ježkův park)“ na Wikimedia Commons                           | Újezd nad Lesy 50°4′30,08″ s. š., 14°40′59,11″ v. d.  | lípa malolistá                  | 1968 28. října     | Významný strom       | Ježkův park v Klešické ulici                                                       |
| Lípa republiky (Staroklánovická)              | Kategorie „Lípa republiky (Staroklánovická)“ na Wikimedia Commons                       | Újezd nad Lesy 50°4′38,23″ s. š., 14°39′33,42″ v. d.  | lípa malolistá                  | 1968 29. října     | Významný strom       | U Masarykovy základní školy v parku na Staroklánovické                             |
| Lípa republiky (Zaříčanská)                   |                                                                                         | Újezd nad Lesy 50°3′56,34″ s. š., 14°39′50,21″ v. d.  | lípa                            | 2018 11. listopadu |                      | U hřbitova v ulici Zaříčanská                                                      |
| Lípa republiky (Veleslavín)                   | Kategorie „Lípa republiky (Veleslavín)“ na Wikimedia Commons                            | Veleslavín 50°5′44,82″ s. š., 14°20′55,23″ v. d.      | lípa                            | 2018 14. září      |                      | zastávka MHD Nádraží Veleslavín                                                    |
| Lípa svobody (Velká Chuchle)                  | Kategorie „Lípa svobody (Velká Chuchle)“ na Wikimedia Commons                           | Velká Chuchle 50°0′45,34″ s. š., 14°22′51,42″ v. d.   | lípa velkolistá                 | 1928 15. července  | Významný strom       | U Základní školy na Starochuchelské ulici                                          |
| Lípa svobody (Náměstí Chuchelských bojovníků) | Kategorie „Lípa svobody (Velká Chuchle, 2018)“ na Wikimedia Commons                     | Velká Chuchle 50°0′41,64″ s. š., 14°23′5,63″ v. d.    | lípa                            | 2018 25. října     |                      | Starochuchelská/Náměstí Chuchelských bojovníků                                     |
| Lípa republiky (Vinoř)                        | Kategorie „Lípa republiky (Vinořská škola)“ na Wikimedia Commons                        | Vinoř 50°8′47,06″ s. š., 14°34′53,69″ v. d.           | lípa malolistá                  | 1968 28. října     | Významný strom       | Před Základní školou v ulici Prachovická                                           |
| Lípa republiky (Vinoř)                        | Kategorie „Lípa republiky (Vinořské náměstí)“ na Wikimedia Commons                      | Vinoř 50°8′32,87″ s. š., 14°34′50,37″ v. d.           | lípa malolistá                  | 1968 28. října     | Významný strom       | Na Vinořském náměstí                                                               |
| Lípa republiky (Vokovice)                     | Kategorie „Lípa svobody (Vokovice)“ na Wikimedia Commons                                | Vokovice 50°5′49,97″ s. š., 14°21′9,81″ v. d.         | lípa malolistá                  | 1968 28. října     | Významný strom       | Na sídlišti Červený Vrch                                                           |
| Lípa republiky (Vršovice)                     | Kategorie „Lípa republiky (Vršovice)“ na Wikimedia Commons                              | Vršovice 50°4′13,94″ s. š., 14°27′16,05″ v. d.        | lípa                            | 1998 28. října     |                      | Heroldovy sady                                                                     |
| Lípa svobody (Vysočany)                       | Kategorie „Lípa svobody (Vysočany)“ na Wikimedia Commons                                | Vysočany 50°6′35,31″ s. š., 14°29′58,77″ v. d.        | lípa malolistá                  | 1928 27. října     | Významný strom       | Před školou nedaleko úřadu MČ Praha 9 v Sokolovské ulici                           |
| Lípa republiky (Spořilov)                     | Kategorie „Lípa republiky (Spořilov)“ na Wikimedia Commons                              | Záběhlice 50°2′37,67″ s. š., 14°28′43,56″ v. d.       | lípa                            | 1968 19. listopadu |                      | V parku u kostela svaté Anežky České                                               |
| Lípa svobody (Záběhlice) (†)                  |                                                                                         | Záběhlice 50°3′10,3″ s. š., 14°29′40,96″ v. d.        | lípa                            |                    |                      | Křižovatka ulic U Záběhlického zámku a Záběhlická, zánik 1975–1988                 |
| Lípa svobody (Záběhlice)                      | Kategorie „Lípa svobody (Záběhlice)“ na Wikimedia Commons                               | Záběhlice 50°3′7,96″ s. š., 14°29′42,42″ v. d.        | lípa velkolistá                 | 2018 26. května    |                      | U Záběhlického zámku, u splavu                                                     |
| Lípa svobody (Zahradní Město)                 | Kategorie „Lípa republiky (Zahradní Město)“ na Wikimedia Commons                        | Záběhlice 50°3′34,59″ s. š., 14°29′41,92″ v. d.       | lípa malolistá                  | 1968               | Významný strom       | Ulice Slívová, vysazena na jaře                                                    |
| Lípa svobody (Zličín)                         | Kategorie „Lípa svobody (Zličín)“ na Wikimedia Commons                                  | Zličín 50°3′44,35″ s. š., 14°16′55,92″ v. d.          | lípa velkolistá                 | 1919               | Významný strom       | V centru obce v ulici U Lípy                                                       |
| Lípa republiky (Nedašovská)                   | Kategorie „Lípa republiky (Nedašovská)“ na Wikimedia Commons                            | Zličín 50°3′34,87″ s. š., 14°17′30,4″ v. d.           | lípa malolistá                  | 1998 27. října     | Významný strom       | V ulici Nedašovská                                                                 |
| Lípa republiky (Náměstí Barikád)              | Kategorie „Lípa republiky (Náměstí Barikád)“ na Wikimedia Commons                       | Žižkov 50°5′17,05″ s. š., 14°27′42,95″ v. d.          | lípa malolistá                  | 1968 28. října     | Významný strom       | náměstí Barikád                                                                    |

### Stromy svobody v Praze
Seznam obsahuje lípy svobody vysazené na území Prahy z jiného důvodu a jiné druhy stromů vysazené ke vzniku Československa. Seznam je řazen podle pražských katastrů a nemusí být úplný
| Lípa                                        | Fotografie                                                                    | Lokace                                          | Taxon           | Výsadba            | Důvod výsadby                                                                 | Poznámka                |
| ------------------------------------------- | ----------------------------------------------------------------------------- | ----------------------------------------------- | --------------- | ------------------ | ----------------------------------------------------------------------------- | ----------------------- |
| Lípa svobody (Běchovice, 2013)              | Kategorie „Lípa svobody (Běchovice, 2013)“ na Wikimedia Commons               | Běchovice                                       | lípa obecná     | 2013 19. října     | 20. výročí vzniku České republiky                                             | ulice K Železnici       |
| Lípa svobody (Krupkovo náměstí)             | Kategorie „Lípa svobody na Krupkově náměstí“ na Wikimedia Commons             | Bubeneč                                         | lípa stříbrná   | 1995               | Na paměť bojovníkům padlým při osvobozování Československa v letech 1939-1945 |                         |
| Lípa svobody (Šárecké údolí)                | Kategorie „Lípa svobody (Šárecké údolí)“ na Wikimedia Commons                 | Dejvice                                         | lípa velkolistá | 1985               | 40 let od konce 2. světové války                                              | Naproti Heřmanovu dvoru |
| Lípa svobody (Park Charlotty G. Masarykové) | Kategorie „Lípa svobody v parku Charlotty G. Masarykové“ na Wikimedia Commons | Hradčany                                        | lípa malolistá  | 2019 31. března    | Svoboda obecně, památka 1. dámy Československa Charlotty G. Masarykové        |                         |
| Strom republiky (Kunratice)                 | Kategorie „Lípa republiky (Kunratice - Dobronická)‎“ na Wikimedia Commons      | Kunratice 50°0′42,76″ s. š., 14°28′30,91″ v. d. | lípa malolistá  | 2019 15. listopadu | 30 let od pádu totalitního režimu                                             | v ulici Dobronická      |
| Dub taborský u Národního muzea              | Kategorie „Dub taborský u Národního muzea“ na Wikimedia Commons               | Nové Město                                      | dub taborský    | 2018 28. října     | Vysazen ke 100. výročí založení Československé republiky                      | Čelakovského sady       |